# Irene Bösch
Irene Bösch (* 5. April 1940 in Chemnitz) ist eine deutsche Malerin und Grafikerin.

## Leben und Werk
Irene Bösch absolvierte in Karl-Marx-Stadt eine Lehre als Dekorationsmalerin und arbeitete 1959 bis 1960 als Dekorations- und Plakatmalerin im VEB Großdrehmaschinenbau Karl-Marx-Stadt. Daneben besuchte sie in Karl-Marx-Stadt, u. a. bei Willy Wittig, Mal-Kurse an der Volkshochschule.
Von 1960 bis 1961 studierte sie an der Arbeiter-und-Bauern-Fakultät der Hochschule für Bildende Künste Dresden (HfBK), woran sich bis 1966 an der HfBK ein Studium bei Paul Michaelis anschloss. Irene Bösch ist seit 1966 freischaffend in Karl-Marx-Stadt bzw. Chemnitz tätig. Sie ist vor allem Aquarellistin. 1981 beteiligte sie sich an den Waldenburger Werkstatttagen. Sie war bis 1990 Mitglied des Verbands Bildender Künstler der DDR.

## Rezeption
Irene Bösch konzentriert ihre Malweise „auf das Ausschöpfen eng beieinander liegender Töne … um die Verletzlichkeit des Lebens empfindbar zu machen.“ Wolfgang Hütt

## Werke (Auswahl)
- Trauernde (Aquarell, 1976; ausgestellt auf der VIII. Kunstausstellung der DDR)[2]
- Gegenüber (Aquarell, 77 × 105 cm, 1985; Kunstsammlungen Chemnitz)
- Frau mit Tuch (Aquarell, 60 × 47,5 cm, 1986; ausgestellt auf der X. Kunstausstellung der DDR)

## Ausstellungen (unvollständig)

### Einzelausstellungen
- 1976: Karl-Marx-Stadt, Galerie Kunst der Zeit
- 1976: Ahrenshoop, Bunte Stube (mit Torsten Schade)
- 1977: Karl-Marx-Stadt, Galerie Oben („art femina“; mit Elisabeth Ahnert, Gerti Hartmann, Erika Klier, Hanna Klose-Greger, Dagmar-Ranft-Schinke, Elisabet Schettler und Martha Schrag)
- 1983: Erfurt, Galerie erph
- 1986: Frankfurt/Oder, Kabinett der Galerie Junge Kunst
- 1986: Annaberg-Buchholz, Galerie am Markt
- 1996: Chemnitz, Neue Sächsische Galerie

### Teilnahme an Ausstellungen

#### Zentrale und wichtige regionale Ausstellungen in der DDR
- 1974: Weimar, Galerie im Schloss („Kunst für uns“)
- 1974: Dresden, Kupferstichkabinett („Zeichnungen in der Kunst der DDR“)
- 1974/1975: Frankfurt/Oder, Galerie Junge Kunst („Junge Künstler '74. 1. Ausstellung junger bildender Künstler der DDR“)
- 1974, 1979 und 1985: Karl-Marx-Stadt, Bezirkskunstausstellungen
- 1976: Berlin, Altes Museum („Neuerdings Karl-Marx-Stadt“)
- 1977/1978 und 1987/1988: Dresden, VIII. und X. Kunstausstellung der DDR
- 1984/1985 Karl-Marx-Stadt, Städtisches Museum am Theaterplatz („Retrospektive 1945 – 1984. Bildende Kunst im Bezirk Karl-Marx-Stadt“)

#### Ausstellungen seit der deutschen Wiedervereinigung
- 2024: Chemnitz, Neue Sächsische Galerie („Die gespaltene Generation“)[3]